# Connor (Irlanda)
Connor è un villaggio nella contea di Antrim nell'Irlanda del Nord. Fu sede vescovile dal VI secolo al 1439.

## Storia
Verso il VI secolo Connor è sede di un importante complesso monastico, che era stato fondato nel 480 da san Macnisse. Il complesso divenne in quell'epoca sede vescovile, sebbene la Chiesa irlandese fino al XII secolo fosse strutturata su base monastica piuttosto che su base diocesana.
Nell'831 Connor su saccheggiata dai Danesi.
Nel XII secolo, ai tempi di san Malachia di Armagh, che risiedette a Connor, la città fu nuovamente saccheggiata, sicché il vescovo si trasferì a Bangor. Nel Medioevo ad ogni modo non esisteva più un complesso monastico a Connor, ma un monastero agostiniano sorgeva nel vicino villaggio di Kells. La chiesa del monastero fungeva da cattedrale della diocesi.